# Industrie- und Handelskammer Arnsberg, Hellweg-Sauerland

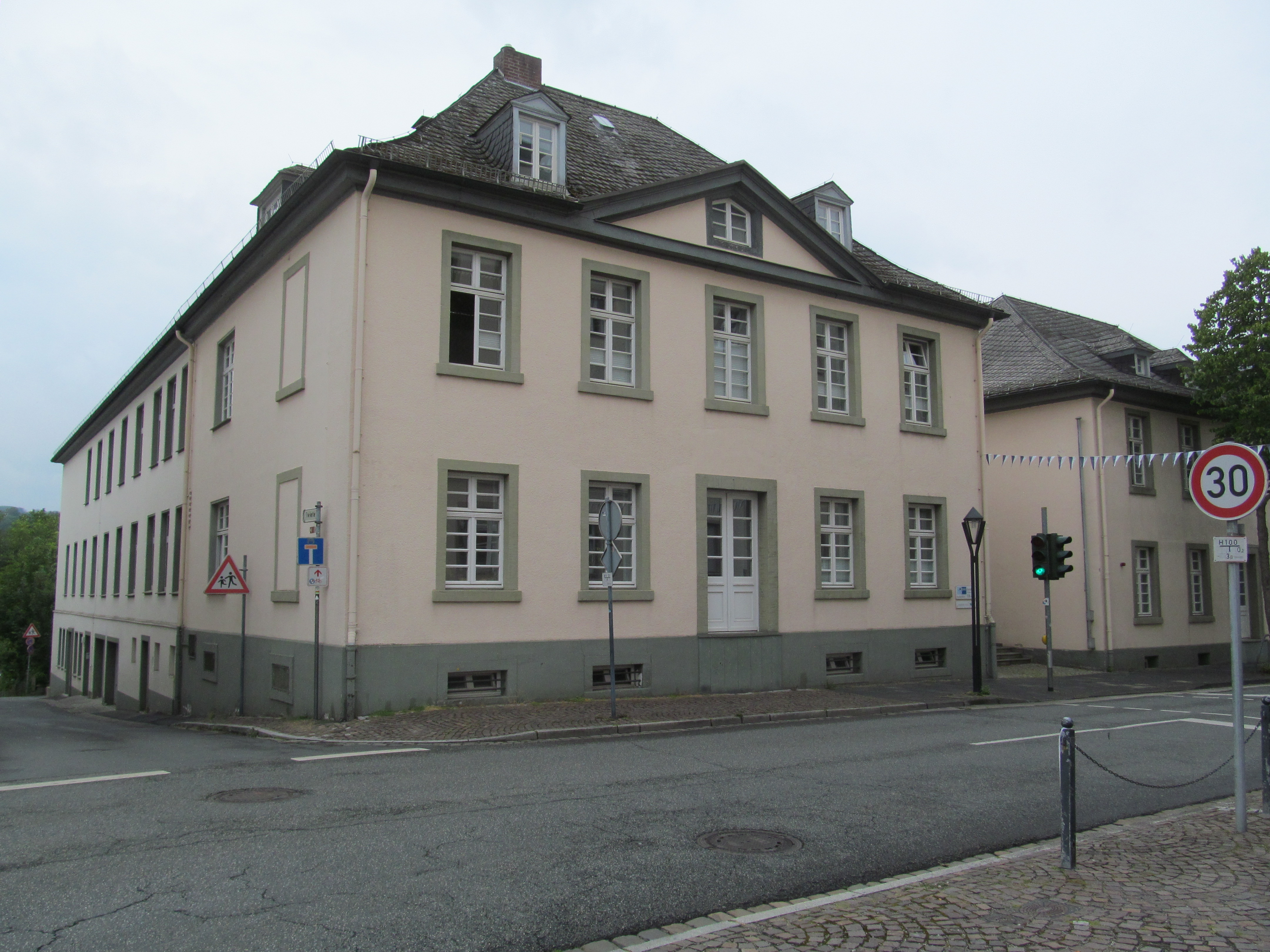
IHK-Hauptgeschäftsstelle Arnsberg, Königstraße 20

Die Industrie- und Handelskammer Arnsberg, Hellweg-Sauerland (IHK Arnsberg) ist eine Industrie- und Handelskammer mit Sitz in Arnsberg. Sie wurde 1851 gegründet.

## Geschichte
Friedrich Wilhelm IV., König von Preußen, errichtete die „Handelskammer für die Kreise Arnsberg, Meschede, Brilon und Olpe“ durch Erlass vom 11. Juni 1851. Am 10. November 1851 fand die konstituierende Versammlung statt.

## Tätigkeit
Ihr Zuständigkeitsbereich umfasst den Hochsauerlandkreis und den Kreis Soest. Sie zählt mehr als 32.000 Betriebe als Pflichtmitglieder. Die Hauptgeschäftsstelle befindet sich in Arnsberg. In Lippstadt besteht eine Zweigstelle.
Präsident ist seit dem 24. November 2023 Andreas Knappstein aus Schmallenberg. Er ist Nachfolger von Andreas Rother. Hauptgeschäftsführer ist Jörg Nolte.